# Andreas Milot
Andreas Milot (* 16. Jänner 1970 in Steyr) ist ein ehemaliger österreichischer Fußballspieler und nunmehriger -trainer. Als Spieler schaffte es Milot nie ins Profigeschäft, als Trainer hingegen betreute er mehrere Jahre Mannschaften der Akademie des Bundesligisten SV Ried, zudem war er Cheftrainer des Zweitligisten SK Vorwärts Steyr.

## Karriere

### Als Spieler
Milot spielte als Aktiver fast ausschließlich beim unterklassigen ASV Bewegung Steyr, zudem war er in der Saison 2001/02 bei der Union Dietach in der sechstklassigen 1. Klasse aktiv. Nach der Saison 2002/03 beendete er seine Karriere als Fußballspieler.

### Als Trainer
Ab der Saison 2004/05 trainierte Milot in der Jugend der Union Dietach. Im Dezember 2004 wurde er Trainer des SK Amateure Steyr. Nach der Saison 2004/05 verließ er die Amateure wieder. Ab April 2006 bis zum Ende der Saison 2005/06 war er Cheftrainer der Union Dietach. Ab der Saison 2008/09 trainierte er in die Akademie der SV Ried.
Nach vier Spielzeiten verließ er die Rieder nach der Saison 2011/12 und übernahm den sechstklassigen SV Garsten. Im Jänner 2013 verließ er Garsten und wurde Co-Trainer von Adam Kensy beim Landesligisten SK Vorwärts Steyr, mit dem er zu Saisonende in die Regionalliga aufstieg. Im Oktober 2013 trennte sich Steyr von Kensy, woraufhin Milot interimistisch Cheftrainer wurde. Im November 2013 rückte er wieder in die Rolle des Cos. Nach der Saison 2013/14 verließ er Steyr.
Im Dezember 2014 kehrte er in die Rieder Akademie zurück und wurde Trainer der U-16. Zur Saison 2015/16 wechselte er wieder zu Vorwärts und übernahm die Zweitmannschaft. Zur Saison 2016/17 wurde Milot erneut Co-Trainer, diesmal unterstützte er Gerald Scheiblehner. Mit Steyr stieg er 2018 in die 2. Liga auf. In der Saison 2017/18 war er zudem kurzzeitig interimistisch nochmals Cheftrainer der Amateure von Vorwärts. Im April 2019 trennte sich Steyr vom gesamten Trainerstab. Zur Saison 2019/20 kehrte Milot allerdings wieder zum Verein zurück und wurde Co-Trainer von Scheiblehners Nachfolger Wilhelm Wahlmüller. Im Oktober 2020 wurde Milot ein zweites Mal interimistisch Chefcoach der Oberösterreicher, nachdem sie sich von Wahlmüller getrennt hatten. Im November 2020 wurde er schließlich fest zum Cheftrainer befördert.
Unter Milot, der den Verein nach fünf Spieltagen auf dem zwölften Rang übernommen hatte, verbesserten sich die Steyrer allerdings tabellenmäßig nicht, im Gegenteil: Zu Saisonende lag man auf dem 15. und somit vorletzten Rang, begünstigt durch den Saisonabbruch der Regionalligen verblieb Steyr allerdings in der Liga. In die Saison 2021/22 startete man in der Liga mit drei Niederlagen, woraufhin Milot im August 2021 wieder zum Co-Trainer degradiert wurde. Milot durfte auch den vierten Spieltag noch als Cheftrainer verbringen, da die Oberösterreicher noch keinen Nachfolger parat hatten (auch dieses Spiel ging verloren). Nachdem mit Daniel Madlener der neue Trainer vorgestellt worden war, musste Milot, anders als geplant, das Trainerteam Steyrs endgültig verlassen, da Madlener ihn nicht als Co-Trainer wollte.
Seit März 2022 tritt Milot als Trainer des USV St. Ulrich mit Spielbetrieb in der fünftklassigen Landesliga Ost in Erscheinung. Im Frühjahr 2023 wurde sein auf ein Jahr befristeter Vertrag um ein weiteres Jahr verlängert. Auch danach kam es wiederholt zu Vertragsverländerungen, sodass Milot aktuell (Stand: Mai 2025) noch immer das Traineramt beim USV St. Ulrich ausübt.